# Idaea dolichopis
Idaea dolichopis là một loài bướm đêm trong họ Geometridae.